# Штайнгаген (Росток)
Штайнгаген (нім. Steinhagen) — громада в Німеччині, розташована в землі Мекленбург-Передня Померанія. Входить до складу району Росток. Складова частина об'єднання громад Бютцов-Ланд.
Площа — 10,09 км2. Населення становить 674 ос. (станом на 31 грудня 2020).